# Odpowiedzi papieża Mikołaja I
Odpowiedzi papieża Mikołaja I – dokument powstały w 866 roku, w związku przysłanymi przez świeżo ochrzczonego chana Bułgarów Naddunajskich Borysa I Michała (852–889), listy 106 pytań dotyczących spraw teologicznych, społecznych i politycznych. 
Znajduje się w nich m.in. potępienie przez papieża Mikołaja I bułgarskich pogańskich praktyk jak:
- składanie przysięgi na miecz;
- radzenie się wróżbitów;
- używanie przez wojsko buńczuka jako chorągwi;
- wykonywanie przed bitwą obrzędowych pieśni i tańców;
- rzucanie uroków;
- publiczna modlitwa o deszcz;
- wiara w cudownie uzdrawiające kamienie;
- noszenie na szyi amuletów chroniących przed chorobą.